# Page Two
Page Two ist das zweite Mini-Album der südkoreanischen Girlgroup Twice. Das Album wurde am 25. April zusammen mit der Single Cheer Up veröffentlicht. Produziert wurde es von JYP-Entertainment-Gründer Park Jin-young. Die Single Cheer Up wurde vom südkoreanischen Produzenten-Duo Black Eyed Pilseung zusammen mit Sam Lewis geschrieben. Beide waren schon für die Single Like Ooh-Ahh verantwortlich, die auf dem Vorgänger-Album The Story Begins zu hören ist.
Page Two stieg auf Platz 2 in die Gaon Album Charts ein, die Single Cheer Up erreichte Platz 1.
Das Album verzeichnete zu diesem Zeitpunkt mit 41.800 verkauften Einheiten die meisten Verkäufe einer südkoreanischen Girlgroup in der ersten Woche im Jahr 2016.

## Hintergrund
Am 5. April 2016 veröffentlichte JYP Entertainment ein erstes Teaser-Foto zusammen mit dem Erscheinungsdatum des neuen Albums, den 25. April 2016. In der Folgezeit wurden der Name das Album und der Single genannt. Außerdem wurden weitere Teaser-Fotos und Videos, so wie die Titelliste veröffentlicht. Am 12. April wurde bekannt gegeben, das die CD-Version den zusätzlichen Titel I’m Gonna Be a Star enthalten werde. Außerdem sollte es 30.000 Kopien der CD mit einem speziellen, von Chaeyoung designten Cover geben.
Am 15. April wurde bekannt gegeben, dass die gesamte vorbestellbare Menge von 30.000 Kopien bereits ausverkauft sei.
Page Two und Cheer up wurden schließlich am 25. April veröffentlicht.
Park Jin-young übernahm nicht nur die Produktion des Albums. Er schrieb auch das Lied Precious Love zusammen mit Chaeyoung. Precious Love ist ein Remake des gleichnamigen Liedes der koreanischen Sängerin Park Ji-yoon.
Der auf der CD-Version enthaltene Bonus-Titel I’m Gonna Be a Star ist der Titelsong der TV-Casting-Show „Sixteen“ in der Twice 2015 entstanden war.

## Titelliste
Die CD-Version enthält den zusätzlichen Titel I’m Gonna Be a Star.
| Nr.          | Titel                                        | Text                                | Musik                                                                              | Länge |
| ------------ | -------------------------------------------- | ----------------------------------- | ---------------------------------------------------------------------------------- | ----- |
| 1.           | Cheer Up                                     | Sam Lewis                           | Black Eyed Pilseung                                                                | 3:29  |
| 2.           | Precious Love (소중한 사랑)                  | J.Y. Park “The Asiansoul”, Chaeyung | J.Y. Park “The Asiansoul”                                                          | 3:51  |
| 3.           | Touchdown                                    | Mafly                               | Krissie Karlsson, Karl Karlsson, Nicki Karlsson, EJ Show                           | 3:24  |
| 4.           | Tuk Tok (툭하면 톡)                          | Kim Min-ji                          | Choi Jin-suk, Ronald “AV” Ndlovu, Emmanuel Jimenez, Courtney Woolsey, Stacy Hebert | 3:18  |
| 5.           | Woohoo                                       | Glory Face, Jinri                   | Glory Face                                                                         | 3:22  |
| 6.           | My Headphones On (Headphone 써)              | Kim Eun-soo                         | Didrik Thott, Niclas Kings, Ylva Dimberg                                           | 3:18  |
| 7.           | I’m Gonna Be a Star (Bonus Titel CD-Version) | Park Olltii                         | Park, Frants, The Vanderveers                                                      | 3:21  |
| Gesamtlänge: | Gesamtlänge:                                 | Gesamtlänge:                        | Gesamtlänge:                                                                       | 24:03 |

## Chartplatzierungen
Page Two stieg auf Platz 2 in die südkoreanischen Gaon Album Charts ein. In den Gaon Jahrescharts 2016 konnte das Album mit 179.452 verkauften Einheiten Platz 13 erreichen. Auch in den Jahrescharts 2017 war Page Two vertreten (Platz 69, 49.748 verkaufte Einheiten). International konnte das Album in Taiwan Platz 1 erreichen. In Japan und den USA (Billboard World Albums) wurden ebenfalls Chartplatzierungen notiert.
| ChartsChartplatzierungen | Höchstplatzierung | Wochen |
| ------------------------ | ----------------- | ------ |
| Japan (Oricon)           | 16 (6 Wo.)        | 6      |
| Südkorea (KMCA)          | 2 (156 Wo.)       | 156    |

| ChartsJahrescharts (2016) | Platzierung |
| ------------------------- | ----------- |
| Südkorea (KMCA)           | 13          |

| ChartsJahrescharts (2017) | Platzierung |
| ------------------------- | ----------- |
| Südkorea (KMCA)           | 69          |